# Noboru Hasegawa
 (janvier 2022).
Si vous disposez d'ouvrages ou d'articles de référence ou si vous connaissez des sites web de qualité traitant du thème abordé ici, merci de compléter l'article en donnant les références utiles à sa vérifiabilité et en les liant à la section « Notes et références ».
Hasegawa Noboru (長谷川昇, né le 11 mai 1886 à Aizuwakamatsu, préfecture de Fukushima, et décédé le 26 août 1973) est un artiste peintre japonais de style yō-ga.

## Biographie et œuvre
Noboru Hasegawa naît à Aizu-Wakamatsu, mais grandit avec ses grands-parents à Hokkaidō. En 1905, il entreprend des études au département de peinture occidentale du Tōkyō bijutsu gakkō (東京美術学校), l'un des précurseurs de l'actuelle Université des arts de Tokyo. Pendant sa formation, achevée en 1910, il participe a des expositions au Bunten.
Lors de la 4e Bunten, sa peinture Oshiroi (白粉, Poudre blanche), la représentation de la tête blanche poudrée d'une geisha, reçoit le prix "Bunten". L'année suivante, il se rend en France pour se perfectionner. En 1915, il en revient et devient membre du département de peinture occidentale du Nihon Bijutsuin. En 1921, il repart en France, revient l'année suivante et devient l'un des membres fondateurs du groupe d'artistes Shun'yōkai. Il expose des nus féminins et des portraits.
En 1938, Hasegawa quitta le Shun'yōkai. En 1941, il devient juré à l'exposition Bunten. Il continue à y exposer après la Seconde Guerre mondiale, ainsi qu'à la "Nihon bijutsu tenrankai" (日本美術展覧会). Dans ses dernières années, il peint principalement des acteurs de kabuki ou des poupées de bunraku.
En 1957, Hasegawa devient membre de l'Académie japonaise des arts. Le Musée national d'Art moderne de Tokyo possède un certain nombre de ses peintures.

## Remarques
1. ↑  Bunten (文展) est l’abréviation pour Mombushō bijutsu tenrankai (文部省美術展覧会), exposition organisée par le ministère de la culture à partir de 1907.